# 多米尼克·克莱因
多米尼克·克莱因（德語：Dominik Klein，1983年12月16日—），德国男子手球运动员。他曾代表德国国家队参加2008年夏季奥林匹克运动会男子手球比赛，结果获得第九名。